# Lillesjön (Bosebo socken, Småland)
Lillesjön är en sjö i Gislaveds kommun i Småland och ingår i Ätrans huvudavrinningsområde. Sjöns area är 0,031 kvadratkilometer och den är belägen 151,8 meter över havet.